# Mistrzostwa Europy w Baseballu 1954
Mistrzostwa Europy w Baseballu 1954 – pierwsze mistrzostwa Europy w baseballu, oficjalny międzynarodowy turniej baseballu o randze mistrzostw kontynentu organizowany przez CEB, który miał na celu wyłonienie najlepszej męskiej reprezentacji narodowej w Europie. Impreza odbyła się w Belgii w 1954 roku. Inauguracyjny tytuł mistrzów kontynentu zdobyli Włosi.
Mistrzostwa rozegrano 26 i 27 czerwca w Antwerpii. W turnieju wystąpiły cztery z pięciu członkowskich krajów (tylko Francja nie wzięła udziału). Turniej był małym wydarzeniem i nie stał na wysokim poziomie sportowym.  

## Wyniki spotkań
|  | Włochy | 6:1 | Belgia |  |
|  |        |     |        |  |

|  | Włochy | 7:4 | Hiszpania |  |
|  |        |     |           |  |

|  | Hiszpania | 10:4 | RFN |  |
|  |           |      |     |  |

|  | Belgia | 12:5 | RFN |  |
|  |        |      |     |  |

## Klasyfikacja końcowa
| Miejsce | Reprezentacja |
| ------- | ------------- |
| złoto   | Włochy        |
| srebro  | Hiszpania     |
| brąz    | Belgia        |
| 4       | RFN           |